# Дом купца Филиппова
Дом купца Филиппова — здание в Алма-Ате, построенное по заказу купца города Верного — Н. И. Филиппова.

## История
Здание было построено в 1901 году для купца Филиппова архитектором С. К. Тропаревским.
После революции здание было национализировано. 
В мае 1919 года в доме проходил Первый слет акынов Семиречья с участием Жамбыла Жабаева и других известных исполнителей-песенников. В память об этом событии на здании установлена мемориальная доска.
В советское время в здании располагался областной отдел по делам национальностей.
После обретения независимости в здании располагался Культурно-образовательный центр посольства Турции.
В настоящее время в здании расположено НИПФ РГП «Казреставрация».

## Архитектура
Дом купца Филиппова прямоугольное в плане, двухэтажное деревянное здание, на высоком кирпичном цоколе. Вход в здание подчеркнут массивным гранитным крыльцом с двускатным навесом, на фигурных железных кронштейнах. Углы здания акцентированы профилированными, с цветовым акцентом желобков, пилястрами. В декоре фасадов использованы междуэтажные тяги, пояски, венчающих сложный карниз. Со стороны дворового фасада находится открытая веранда.
Внутренние помещения здания неоднократно перестраивалась, поэтому изначальная коридорная планировочная система дома не сохранилась.

## Статус памятника
10 ноября 2010 года был утверждён новый Государственный список памятников истории и культуры местного значения города Алматы, одновременно с которым все предыдущие решения по этому поводу были признаны утратившими силу. В этом Постановлении был сохранён статус памятника местного значения здания дома купца Филиппова. Границы охранных зон были утверждены в 2014 году.